# Peder Håkansson Syréen
Peder Håkansson Syréen, född 13 april 1776 i Nättraby församling, Blekinge län, död 10 januari 1830 i Karlskrona amiralitetsförsamling, Blekinge län, var en svensk bokhandlare, författare och skriftställare.

## Biografi
Peder Håkansson Syréen föddes 1776 i Nättraby församling. Han var son till hemmansägaren Håkan Håkansson och Kerstin Persdotter. Syréen blev elev vid Växjö skola och 1798 student vid Uppsala universitet, där han aldrig avlade någon examen. År 1800 blev han biträde åt kyrkoherden Carl Ahlström i Kristianopels församling. Han blev 1802 privatlärare i Karlskrona och öppnade kort därefter den första bokhandeln i staden. Genom ett avtal fick han tjänst vid Svenska flottan och arbetade där som kammarskrivare fram till 1814. Efter det arbetade han som författare och fortsatte att driva sin bokhandel. Han blev 1814 ledamot i Lunds bibelsällskap och var från 1815 till 1824  kommissionär i Evangeliska sällskapet i Stockholm. Syréen blev 1820 ledamot i Stockholms bibelsällskap och 1821 ledamot i Växjö bibesällskap. Syréen avled 1830 i Karlskrona av en tärande sjukdom och begravdes 15 januari samma år.
Syréen gav ut flera böcker och boken Christelig bönebok till bruk vid enskild husandakt från 1827 blev uppskattad i Sverige.